# Calidota clarcana
Calidota clarcana là một loài bướm đêm thuộc phân họ Arctiinae, họ Erebidae.